# Tom Clarke Bridge
Die Tom Clarke Bridge,  irisch Droichead Thomáis Uí Chléirigh, meist noch unter dem 2016 gültigen Namen East-Link Toll Bridge bekannt, ist eine Klappbrücke über den Fluss Liffey in Dublin, Irland. Die Brücke ist nach dem irischen Revolutionär Thomas James Clarke benannt, der einer der Hauptorganisatoren des Osteraufstandes von 1916 war.

## Geschichte
In den 1970er Jahren zeigten Studien zum Straßenverkehr auf, dass eine östliche Querung des Liffey nötig ist, jedoch fehlten der Stadtverwaltung die Mittel zum Bau einer Brücke. Es wurde deshalb die Lösung gewählt, die Brücke durch National Toll Roads bauen zu lassen und durch zweckgebundene Mautgebühren zu finanzieren. Die Stadtverwaltung bewilligte 1982 den Bau der Brücke unter dem Vorbehalt, dass eine bewegliche Brücke gebaut wird, um die Schifffahrt nicht zu behindern. Weiter durften auf der Brücke nur zwei Fahrspuren angeordnet werden, um das umliegende Straßennetz nicht zu überlasten. Die Brücke wurde 1984 von National Toll Roads als East-Link Toll Bridge eröffnet und ging am 1. Januar 2016 in den Besitz der Stadt Dublin über.

## Bauwerk
Die östlichste Brücke über den Liffey und gleichzeitig auch die letzte vor der Mündung ins Meer besteht aus fünf Brückenfeldern. Mittig befindet sich die hydraulisch angetriebene Klappbrücke aus Stahl, die sich um 80° öffnen lässt, auf beiden Seiten schließen sich je zwei als Plattenbalkenbrücken gebaute Felder an, die eine Spannweite von 26 m haben. Die Klappbrücke ist aus Stahl gebaut und wiegt 200 t. Die Gegengewichte sind unter der Fahrbahn angeordnet. Für die südliche Zufahrt wurde die 1150 m lange Toll Bridge Road entlang dem Fluss gebaut.